# 熊野神社 (倉敷市林)

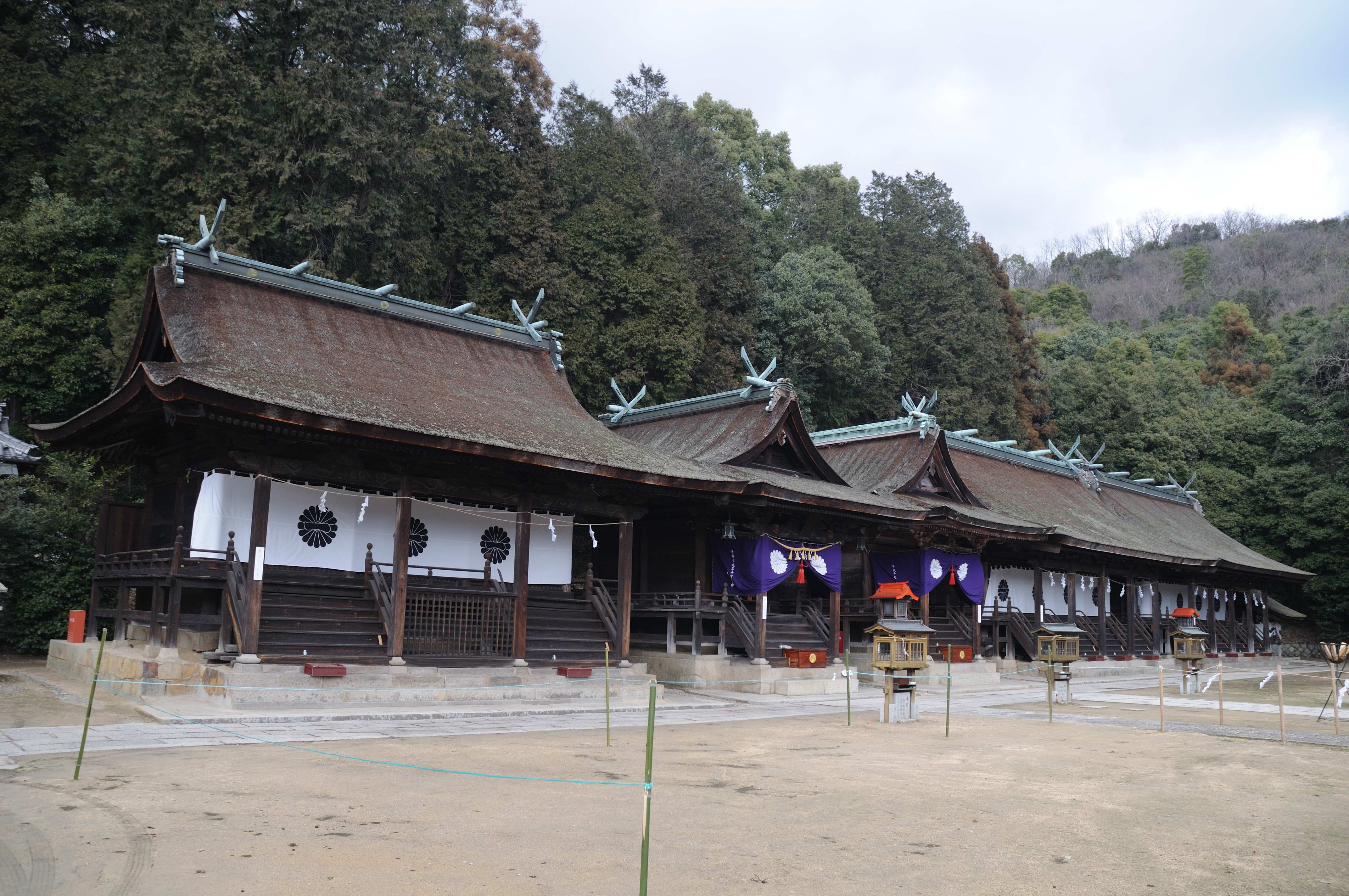
手前から第三殿（入母屋造）、第一殿（春日造）、第二殿（春日造）、第四・五・六殿（流造）

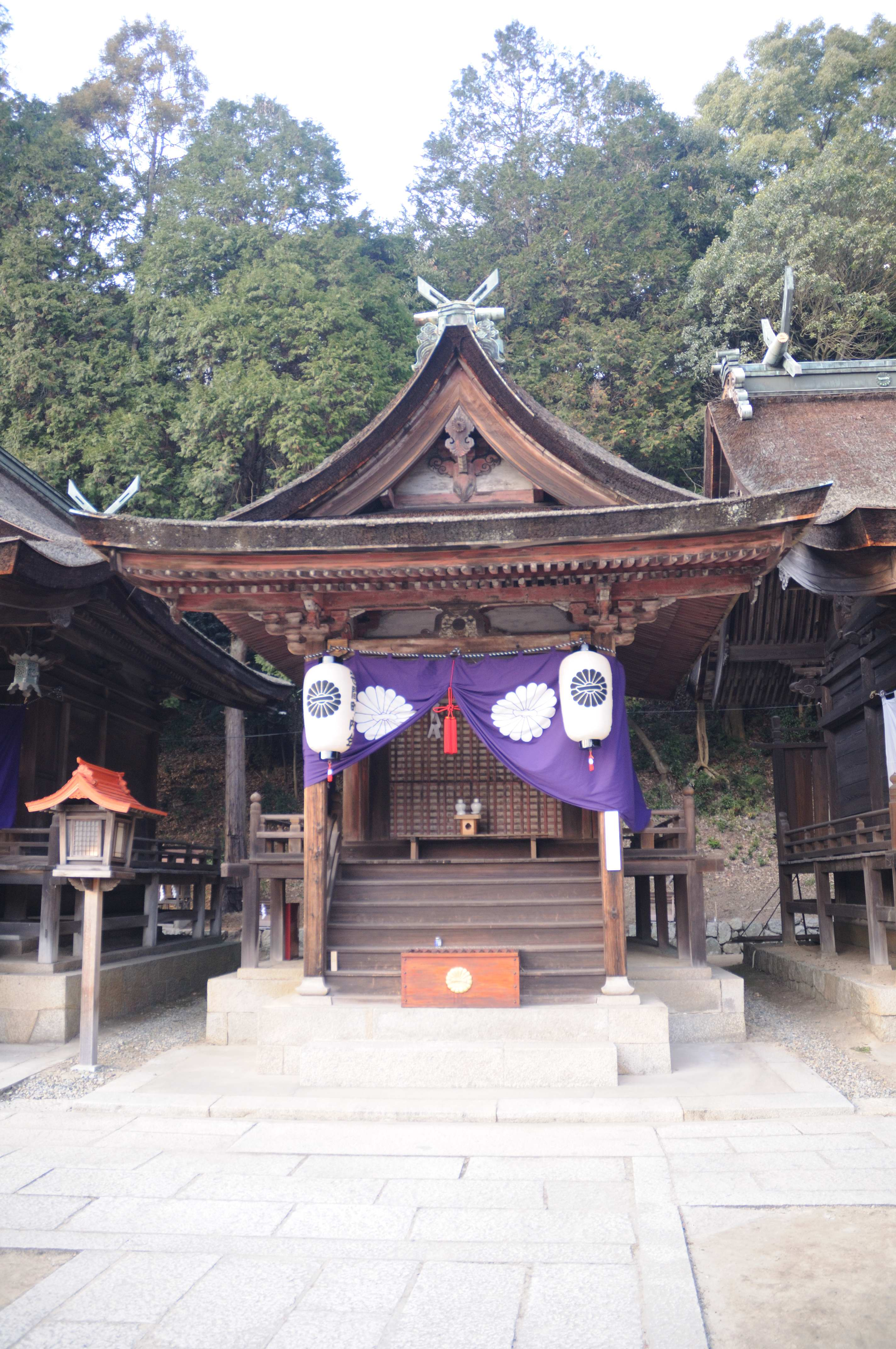
第二殿（国の重要文化財）

熊野神社（くまのじんじゃ）は、岡山県倉敷市郷内地区にある熊野神社。「日本第一熊野十二社権現宮」と称する。祭神は伊邪那美神、伊邪奈岐神、家都御子神、速玉之男神。社殿は左から第三殿・第一殿・第二殿・第四殿・第五殿・第六殿と並ぶ熊野本宮大社と似た形式を採っている。

## 概要
修験道の祖と言われる役小角は文武天皇3年（699年）、朝廷より訴追を受け、熊野本宮に隠れていたが伊豆大島に配流された（続日本紀）。社伝によれば、この際、義学・義玄・義真・寿玄・芳玄ら5人の弟子達を中心に熊野本宮大社の御神体を捧持したとされる。彼らは3年にわたり各地を放浪し、役小角が赦免となった大宝元年（701年）3月、神託を得て現在の地に紀州熊野本宮を遷座したとされる。天平12年（740年）聖武天皇が児島一円を熊野神社の社領として寄進した。天平宝字5年（761年）には紀州熊野と同様の社殿（十二社権現宮）を整え、付近の木見に新宮を、山村に那智宮（現・由加神社本宮、蓮台寺）を建て新熊野三山とした。
熊野神社と修験道の寺院が一体となった神仏習合の形態を取る宗教施設として栄えたが、平安時代中期以降は衰微した。
承久3年（1221年）承久の乱が勃発し、敗れて隠岐に遠島となった後鳥羽上皇に連座して、上皇の第4皇子頼仁親王が児島に配流となった。頼仁親王は衰退していた熊野神社と寺院を再興し、以後、南北朝の頃まで繁栄した。
室町時代になり応仁の乱が勃発すると、この地も戦乱に巻き込まれ応仁3年（1469年）には細川勝元方に加担した覚王院円海を中心とした兵により新熊野は焼き討ちにあい、ほぼ全焼した。明応元年（1492年）より焼き払われた建造物の再建が開始された。現在、国の重要文化財に指定されている第二殿はこの時造営されたものである。現在見られる第二殿を除く社殿は正保4年（1647年）に池田光政によって造営された。
明治時代になると神仏分離令により、十二社権現は熊野神社となり他の寺院（五流尊瀧院）は天台宗寺院となった。
平成15年（2003年）9月、明和5年（1768年）建造の拝殿（修験道では「長床」と呼ぶ）を失火により全焼。平成19年（2007年）10月に再建した。

## 文化財

### 重要文化財
- 第二殿：明応元年（1492年）建造。春日造。大正10年（1921年）4月30日指定。

### 岡山県指定重要文化財
- 第一殿・第三殿・第四殿・第五殿・第六殿：正保4年（1647年）建造。昭和43年（1968年）4月19日指定。

### 岡山県指定記念物（史跡）
- 新熊野山：昭和48年（1973年）5月15日指定。

## アクセス
- JR瀬戸大橋線 植松駅より南西へ徒歩20分、木見駅より北へ徒歩25分
- 下電バス 熊野神社入口（林）バス停より南東へ徒歩7分
- 瀬戸中央自動車道 水島IC下車 東へ約5分